# Cianopsia
Cianopsia (o cianopia) è un termine medico che indica un disturbo della visione per cui le immagini appaiono di colore azzurro. La cianopsia si verifica spesso per alcuni giorni, settimane o mesi dopo l'intervento di facoemulsificazione. La cianopsia talvolta si verifica anche come effetto collaterale dell'assunzione di sildenafil, tadalafil o vardenafil.
La cianopsia è un sintomo medico e non un segno. È uno stato puramente soggettivo e può essere causato da un'anomalia fisica o funzionale dell'occhio, da un'anomalia fisica o funzionale del cervello, oppure essere puramente psicologico. La cianopsia, se non accompagnata da qualsiasi altro segno o sintomo, non è indice di alcuna malattia o disturbo. A meno che non causi una menomazione o un disagio significativo, non è di per sé rilevante dal punto di vista diagnostico.

## Cianopsia dopo facoemulsificazione
Il cristallino dell'occhio presenta fisiologicamente una colorazione giallastra. Ciò riduce l'intensità della luce blu che raggiunge la retina. Quando il cristallino viene rimosso, generalmente a causa della cataratta, viene sostituito da una lente intraoculare artificiale; queste lenti artificiali sono trasparenti e permettono a un quantitativo maggiore di luce blu di raggiungere la retina, provocando il fenomeno.
Hayashi e Hayashi (2006) hanno confrontato la funzione visiva in persone a cui erano state impiantate lenti intraoculari di colore giallo con quella in persone con lenti intraoculari non colorate. I pazienti con le lenti gialle avevano meno probabilità di riportare cianopsia rispetto a quelli con le lenti trasparenti. Hayashi e Hayashi non hanno riscontrato differenze nell'acuità visiva o nella sensibilità al contrasto tra i due gruppi. Hanno anche scoperto che nessuno riferiva cianopsia tre mesi dopo l'operazione di cataratta, suggerendo che si fosse verificata una qualche forma di adattamento neurale o costanza del colore.

## Cianopsia da sildenafil
L'autore di Viagra and vision attribuisce la cianopsia dopo l'assunzione di sildenafil alla diminuzione dell'attività enzimatica dei recettori retinici, sensibilizzando così i bastoncelli della retina. I bastoncelli sono più sensibili alla luce con lunghezze d'onda vicine a 498 nm; tale luce appare come blu-verde. Quando i livelli di luce sono sufficientemente bassi da consentire l'attività sia dei bastoncelli che dei coni (visione mesopica), l'attività potenziata dei bastoncelli induce una tinta visiva bluastra.